# Lucius Domitius Ahenobarbus (consul en -94)
Pour les articles homonymes, voir Domitius Ahenobarbus.

## Famille
Lucius Domitius Ahenobarbus est le fils de Gnaeus Domitius Ahenobarbus (consul en 122 av. J.-C.). Comme son frère Cnaeus, il est issu de la gens des Domitii.

## Carrière politique
En 100 av. J.-C., il lutte contre Lucius Appuleius Saturninus, tribun de la plèbe allié à Caius Marius. En 98 av. J.-C., il est préteur en Sicile. Il fut probablement envoyé à la suite de la deuxième guerre servile, alors que les esclaves se virent interdire de porter des armes. Il fit ainsi crucifier un esclave pour avoir chassé un sanglier sauvage à l'aide d'une lance,.
En 94 av. J.-C., il est élu consul, avec Caius Coelius Caldus pour collègue. Lors de la seconde guerre civile entre Caius Marius et Sylla, il prend cause pour la faction menée par Sylla. En raison de ce positionnement, c'est en 82 av. J.-C., qu'il est assassiné par le préteur Damasippus sur l'ordre Caius Marius le jeune.